# Alfred Van Neste
Alfred Van Neste, né à Bruges le 4 mars 1874 et mort à Rhode-Saint-Genèse, le 8 mars 1969, est un peintre, graveur, illustrateur de livres et concepteur d'affiches belge.
Son champ pictural couvre essentiellement les paysages, les vues de ville, les figures et les natures mortes. Il expose au Salon de Bruxelles de 1914. Ses œuvres sont conservées au Musée royal des Beaux-Arts d'Anvers et au Musea Brugge.

## Biographie

### Famille
Alfred (Alfred Joseph Auguste) Van Neste, né rue Saint-Amand no 39 à Bruges le 4 mars 1874, est le fils de l'horloger Auguste Van Neste (1840-1904) et de Virginie Zwaenepoel (1848). Il est le neveu du sculpteur Hendrik Pickery, de même que le neveu et l'élève de Flori Van Acker (1858-1940). Il épouse Louise De Coninck (1871-1956).

### Formation
De 1888 à 1893, Alfred Van Neste se forme à l'Académie des beaux-arts de Bruges et travaille dans l'atelier de Flori Van Acker. Milicien au génie à Anvers, de 1894 à 1896, il parfait sa formation artistique à l'Académie royale des beaux-arts d'Anvers.

### Carrière

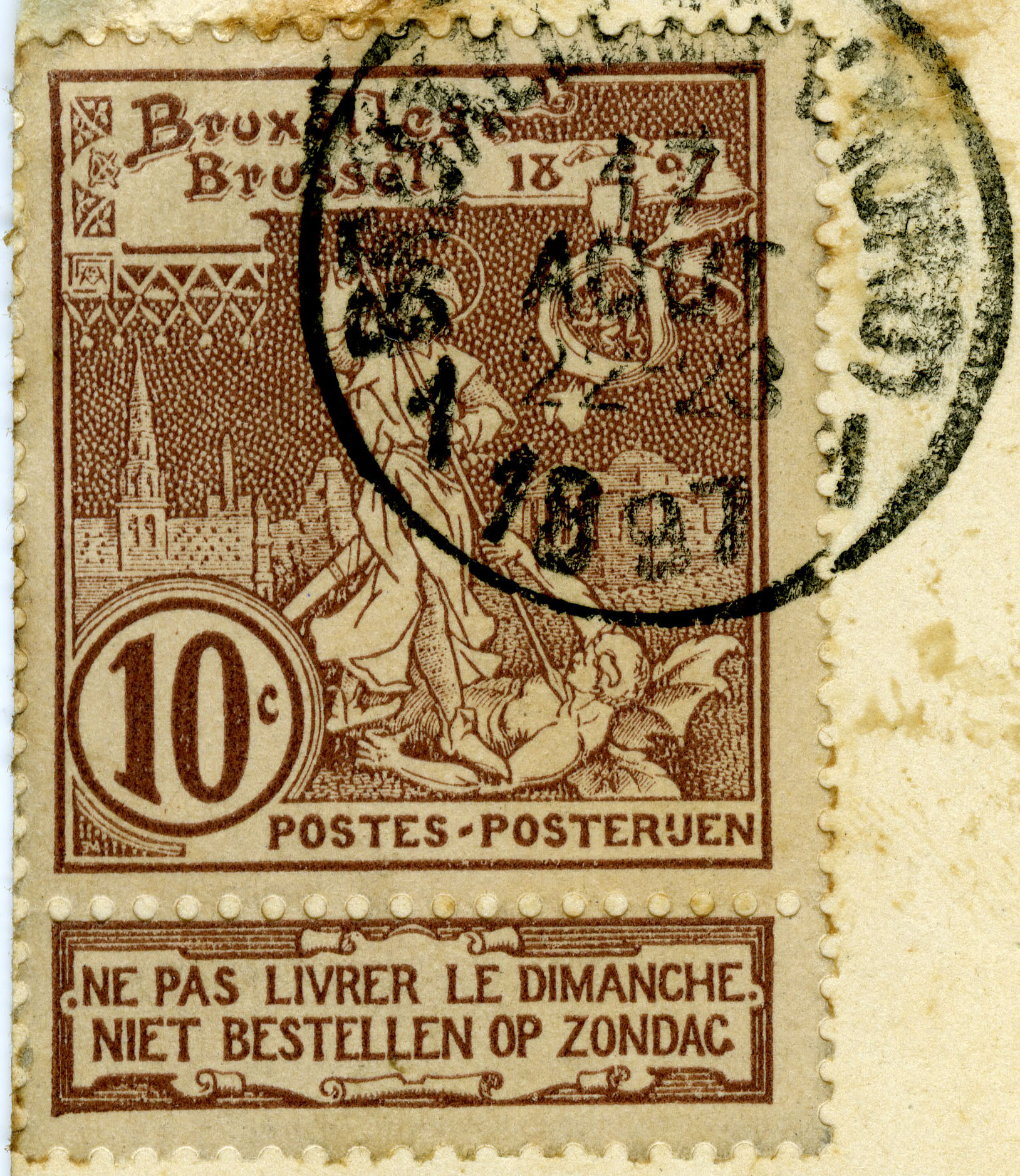
Timbre-poste dessiné par Alfred Van Neste pour l'Exposition internationale de Bruxelles de 1897.

En 1896, Alfred Van Neste se fait connaître du public en concevant le dessin du timbre-poste de 10 centimes en faveur de la propagande de l'Exposition internationale de Bruxelles de 1897,.
Entre 1898 et 1901, il expose au cercle De Scalden. Alfred Van Neste est professeur d'archéologie et de costumes à l'Académie royale des beaux-arts d'Anvers de 1902 à 1939.
Après la Première Guerre mondiale, il quitte Kalmthout pour s'établir à Uccle. Dès lors, il se consacre principalement à la peinture. Le 8 mars 1969, Alfred Van Neste meurt, à l'âge de 95 ans à Rhode-Saint-Genèse.

## Œuvre

### Caractéristiques
Son champ pictural couvre essentiellement les paysages, les vues de ville, les figures et les natures mortes. Coloriste aux teintes chaudes, il peint des endroits pittoresques à Bruges et à Anvers, ainsi qu'en Bretagne et à Venise. Il conçoit des images pour les processions, comme à Bruges en 1900.
Ami du compositeur Peter Benoît, il dessine son masque mortuaire, commandé par la ville d'Anvers en 1901. Affichiste célèbre à Anvers, il réalise notamment l'affiche commémorant en 1903 le centenaire de la visite à Anvers du Premier consul.
Il crée aussi des costumes et des panneaux décoratifs, tels ceux ornant l'Opéra flamand d'Anvers en 1903. Prêtant ses talents dans le domaine de la bibliophilie, il illustre Jésus de Nazareth de Raf Verhulst (1904), Quentin Metsys, opéra d'Émile Wambach et le célèbre Le Lion des Flandres de Hendrik Conscience (1912). Il réalise aussi les couvertures de trois ouvrages de Guido Gezelle pour les éditions L.J. Veen à Amsterdam.
Au Salon de Bruxelles de 1914, Alfred Van Neste envoie deux toiles intitulées Les Maisons du silence et Vieux quai, puis il se consacre principalement à la peinture. Au Salon d'Anvers de 1926, il envoie Oude Meebrug, une représentation réaliste. Au Salon d'Anvers de 1930, il est aussi représenté. L'artiste expose régulièrement au Cercle artistique (1921) et dans diverses galeries bruxelloises : Galerie Dietrich (1933) Galerie Apollo (1932), Galerie Le Studio (1936, 1940). Ses œuvres sont aussi exposées à Anvers à la salle Wijnants (1928, 1935, 1937).

### Collections muséales
- Musée royal des Beaux-Arts d'Anvers[7] : 
  - Vue de Bruges(s.d.), aquarelle sur papier, format 67,9 × 94,5 cm, inventaire no 1735 ;
  - Femme avec un long manteau devant une porte(s.d.), encre sur papier monté sur carton, format 22,7 × 21,3 cm, inventaire no 3477/5.
- Musea Brugge[8] : 
  - Étude académique d'une tête d'homme souriant (vers 1891), dessin, format 63,8 × 46,9 cm, inventaire no 0016.GRO0142.58.II.